# Alexander Gröschner
Alexander Gröschner (* 1977 in Schmalkalden) ist ein deutscher Pädagoge.

## Leben
Nach seinem Studium (M.A., 2003) und der Promotion (Dr. phil., 2008) an der Friedrich-Schiller-Universität Jena habilitierte sich er an der TU München (2014). 2015 war er Professor für Schulpädagogik mit dem Schwerpunkt Sekundarstufe I an der Universität Paderborn (W 2). Seit 2015 ist er Lehrstuhlinhaber für Schulpädagogik und Unterrichtsforschung an der Friedrich-Schiller
Universität Jena (W 3).
Seine Forschungsschwerpunkte sind Unterrichtsqualität und Unterrichtsentwicklung, Interaktionsqualität und lernförderliche Unterrichtskommunikation, Schülerbeteiligung und Lernmotivation von Schülerinnen und Schülern, (videobasiertes) Lernen von Lehrpersonen in innovativen Lernumgebungen, Lernen im Praktikum sowie lernwirksames Mentoring und evidenzbasierte Bildungspraxis.

## Schriften (Auswahl)
- Pragmatische Medienkompetenz und Medienethik. Pädagogische Anknüpfungen an John Dewey im digitalen Zeitalter. Jena 2005, ISBN 3-938203-10-2.
- Innovation als Lernaufgabe. Eine quantitativ-qualitative Studie zur Erfassung und Umsetzung von Innovationskompetenz in der Lehrerbildung. Münster 2008, ISBN 3-8309-2419-4.
- Praxisbezogene Lerngelegenheiten in der Aus- und Fortbildung von Lehrpersonen. Studien zur lernwirksamen Gestaltung und Nutzung. 2014.